# Christian Rathgeb

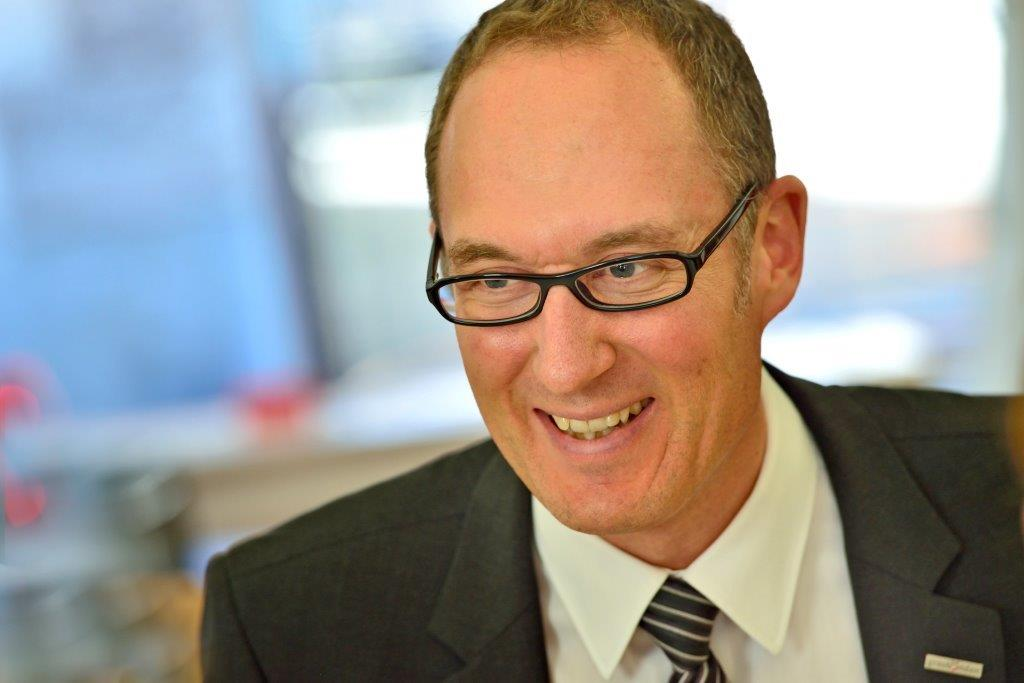
Christian Rathgeb (2014)

Christian Rathgeb (* 14. Februar 1970; heimatberechtigt in Rhäzüns) ist ein Schweizer Politiker der FDP.Die Liberalen.

## Leben
Nach der Primar- und Sekundarschule in Rhäzüns besuchte Christian Rathgeb das Gymnasium an der Bündner Kantonsschule in Chur und absolvierte die Matura Typus C. Er studierte Rechtswissenschaften an der Universität Zürich, wo er sein Studium 1997 mit dem Lizentiat abschloss. 2002 promovierte er zum Dr. iur. mit einer Dissertation im Staats- und Verfassungsrecht. Im Januar 2002 erwarb er das Rechtsanwaltspatent. Von Januar 2002 bis Februar 2012 arbeitete er als selbstständiger Rechtsanwalt in einer Kanzleigemeinschaft in Chur.
Die Bürgergemeinde Rhäzüns verlieh ihm im Jahr 2012 das Ehrenbürgerrecht. Er ist verheiratet, Vater von drei Kindern und wohnt in Chur.

## Politik
Am 23. August 1986 gründete Christian Rathgeb zusammen mit Gleichgesinnten die Junge FDP Graubünden, die er von 1989 bis 1992 auch präsidierte. Von 2000 bis 2003 war er Vizepräsident der FDP Graubünden, von 2003 bis 2008 deren Präsident.
Von 2006 bis 2012 war Christian Rathgeb für die FDP Mitglied des Grossen Rates und vertrat dabei den Kreis Chur. Im August 2009 wurde er zum Standespräsidenten für die Periode 2009/2010 gewählt. Von 2006 bis 2008 präsidierte er die Kommission für Justiz und Sicherheit des Grossen Rates, von 2010 bis 2012 war er Mitglied der Kommission für Staatspolitik und Strategie.
Am 29. Januar 2012 wurde er zum Regierungsrat des Kantons Graubünden gewählt und am 18. Mai 2014 im Amt bestätigt.
Von März 2012 bis Ende 2018 stand er dem Departement für Justiz, Sicherheit und Gesundheit vor. Am 16. Juni 2015 wählte ihn der Grosse Rat für das Jahr 2016 zum Regierungspräsidenten. Von 2015 bis 2018 amtete er als Verwaltungsratspräsident der SwissDRG AG. Am 10. Juni 2018 erzielte er bei der Wiederwahl in den Regierungsrat das beste Resultat aller Kandidaten. Ab 1. Januar 2019 war er Vorsteher des Departements für Finanzen und Gemeinden und als solcher Mitglied der Regierungschefkonferenz der Arge Alp. Im 2020 amtete er erneut als Regierungspräsident. Die Plenarversammlung der Konferenz der Kantonsregierungen wählte Rathgeb am 27. März 2020 zu ihrem Präsidenten. Er trat das Amt am 1. Juni 2020 als Nachfolger des St. Galler Regierungsrats Benedikt Würth an. Aufgrund der im Kanton Graubünden geltenden Amtszeitbeschränkung für Mitglieder der Regierung endete Rathgebs Amtszeit als Regierungsrat am 31. Dezember 2022.